# Hebesfenomegacorona
Em geometria, a hebesfenomegacorona é um dos sólidos de Johnson (J89). Ele é um dos sólidos elementares de Johnson, que não surge a partir de manipulações do tipo "cortar e colar" a partir dos sólidos de Platão e Arquimedes . 

## Descrição do sólido

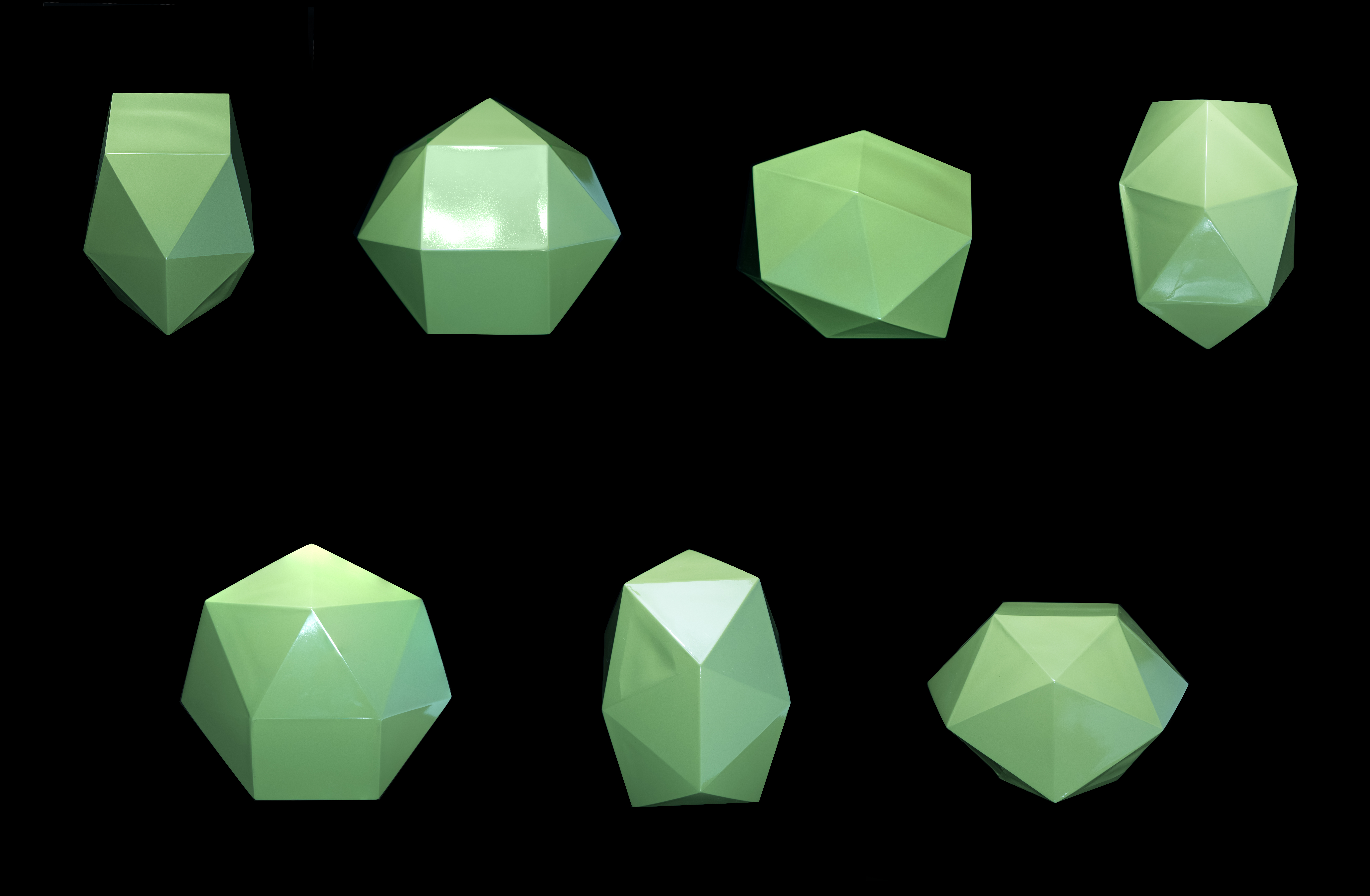
Hebesfenomegacorona

Contendo 21 faces, 18 triângulos e 3 quadrados, 33 arestas e 14 vértices, esse sólido de Johnson é um dos 92 poliedros estritamente convexos que têm faces regulares, mas não são uniformes (isto é, não são prismas ou antiprismas, ou sólidos platônicos, ou de Arquimedes). Eles foram nomeados por Norman Johnson, que foi o primeiro a listar esses poliedros em 1966.

Fotos de uma representação física (parte do acervo da Matemateca IME-USP) de uma hebesfenomegacorona realizando uma rotação completa a cada 15°.

O icosaedro pode ser obtido a partir da hebesfenomegacorona, pela fusão da média dos três quadrados em uma aresta, girando os dois quadrados vizinhos no triângulos.

## Ligações Externas
- Hebesphenomegacorona Mathworld
- Norman Johnson
- NASA What in the world is hebesphenomegacorona?